# 田畑彦右衛門
田畑 彦右衛門（たばた ひこえもん、1932年〈昭和7年〉8月1日 - ）は日本の社会評論家、司会者、三重県総合文化センター総長、元NHK解説委員。

## 人物・経歴
三重県上野市（現・伊賀市）出身。三重県立上野高等学校を経て早稲田大学政治経済学部卒業後、1955年にNHKに入局。
情報番組『600 こちら情報部』で時事解説を務めた（大事件の発生で「600」が急遽中止になった時は、そのままスケジュールを流用して臨時ニュースのキャスターをつとめたりしていた）ほか、クイズ番組『クイズ百点満点』では、クイズの解説を務めた。
1994年3月、『クイズ百点満点』終了とともにNHKを退職。その後、社会評論家、コラムニストとして講演や執筆活動を中心に活動している。
鉄道ファンでもあり、「600」でブルーリボン賞など鉄道の情報がある時は、スタッフから「顔が『猫にカツオブシですよ』と言われた」と語っている。

## 出演番組
- 600 こちら情報部
- クイズ百点満点（副司会者）